# Katie Taylor
Katie Taylor (Bray, 2 luglio 1986) è una pugile e calciatrice irlandese.

## Carriera

### Pugilato
Dilettantismo
Katie Taylor ha cominciato l'attività pugilistica nel 1998, all'età di 12 anni, allenata dal padre Peter, anch'egli un pugile dilettante.
Il primo titolo di rilievo è stato ottenuto ai campionati europei dilettanti di Tønsberg 2005, in Norvegia, dove ha conquistato la medaglia d'oro nella categoria pesi leggeri (60 kg), divenendo così la prima irlandese a conquistare una medaglia d'oro ai Campionati europei di pugilato dilettanti. Nello stesso anno ha raggiunto i quarti di finale ai campionati mondiali a Podol'sk, in Russia.
Nel 2006 ha vinto campionati europei dilettanti a Varsavia, Polonia, interrompendo il dominio nella categoria della russa Tat'jana Čalaja e ottenendo il premio di miglior pugile del torneo. Nello stesso anno ha vinto la medaglia d'oro ai campionati mondiali a Nuova Delhi, in India, battendo nuovamente la Chalaya in semifinale e l'argentina Anabella Farias in finale.
Nel 2007 ha vinto il terzo titolo europeo consecutivo a Vejle, Danimarca.
Del 2008 è il secondo titolo mondiale conquistato a Ningbo, Cina. In finale ha sconfitto la cinese Cheng Dong.
Nel 2009 la Taylor ha vinto la medaglia d'oro al Multi-Nazioni allo Sports Palace di San Pietroburgo riportando la 39ª vittoria consecutiva (e la sua 60ª vincita su 61 incontri). Nello stesso anno ha vinto il quarto titolo europeo consecutivo a Mykolaïv, Ucraina, senza concedere un solo punto alle avversarie.
Nel 2010 ha vinto il terzo consecutivo titolo mondiale conquistato a Bridgetown, Barbados. In finale ha sconfitto nuovamente la cinese Cheng Dong; questa è stata la 100ª vittoria della Taylor.
Dello stesso anno è la medaglia d'oro ai Campionati dell'Unione europea in Ungheria.
In novembre ha vinto per la seconda volta il titolo di Pugile Femminile dell'anno dell'AIBA durante la cerimonia tenutasi ad Almaty, Kazakistan.
Nel 2011 ha vinto la medaglia d'oro ai Campionati dell'Unione europea a Katowice, Polonia.
Il 19 maggio 2012, Taylor ha vinto il suo quarto titolo mondiale consecutivo in Qinhuangdao, Cina, battendo la russa Sof'ja Očigava.
Il 9 agosto 2012 vince la sua prima medaglia d'oro alle olimpiadi di Londra, battendo in finale la russa Sof'ja Očigava.
Il 7 giugno 2014 si conferma campionessa europea battendo in finale la francese Estelle Mosselly a Bucarest.
Professionismo
Nel 2016 diventa professionista, il suo debutto avviene il 26 Novembre 2016 contro Karina Kopinska. Vince Katie Taylor per KOT alla terza ripresa.
Il 28 Dicembre 2017 affronta Anahi Ester Sanchez per il titolo vacante WBA. La cintura in caso di vittoria, l'avrebbe ricevuta soltanto Taylor, poiché Sanchez non rispettò il peso della propria categoria. Vince Taylor per decisione unanime (cartellini giudici: Michael Alexander 99-90 / Howard John Foster 99-90 / Pawel Kardyni 99-90).
Il 28 Aprile 2018 Katie Taylor, detenente titolo WBA, affronta Victoria Noelia Bustos, detenente del titolo IBF. Vince Katie Taylor per decisione unanime (cartellini giudici: Ron McNair 99-91 / Tony Paolillo 98-92 / Waleska Roldan 99-91).
Il 15 Marzo 2019 Katie Taylor affronta Rose Volante. la prima mette in palio i titoli WBA e IBF, la seconda il titolo WBO. Vince Katie Taylor per KOT alla nona ripresa.
Il primo Maggio 2019 c'è l'incontro tra Katie Taylor e Delfine Persoon per la riunificazione delle quattro corone (WBA, WBC,WBO,IBF) dei pesi leggeri. Vince Katie taylor per decisione a maggioranza (cartellini giudici: Allen Nace 96-94 / John Poturaj 96-94 / Don Trella 95-95). Ci sarà una rivincita tra le due il 22 Agosto 2020, Katie Taylor andrà a confermare lo status di pugile indiscussa dei pesi leggeri vincendo per decisione unanime (cartellini giudici: John Latham 96-94 / Victor Loughlin 98-93 / Mark Lyson 96-94).

### Calcio
Katie Taylor ha praticato anche il calcio, nel ruolo di attaccante, giocando nel campionato nazionale, venendo inoltre selezionata per vestire la maglia delle formazioni giovanili Under-17 e Under-19, per approdare infine tra il 2006 e il 2009 alla nazionale maggiore.
Ha partecipato alle qualificazioni per il campionato europeo di Finlandia 2009, segnando nella partita vinta contro l'Ungheria il 1º aprile 2007. Ha segnato nuovamente contro l'Italia nella partita persa dalla nazionale irlandese per 4-1.